# سانتایلاریو دانتزا
سانتایلاریو دانتزا (به ایتالیایی: Sant'Ilario d'Enza) یک کومونه در ایتالیا است که در استان رجو امیلیا واقع شده‌است. سانتایلاریو دانتزا ۲۰٫۲ کیلومتر مربع مساحت و ۱۰٬۷۶۰ نفر جمعیت دارد.